# Kinegramm (Sicherheitstechnik)

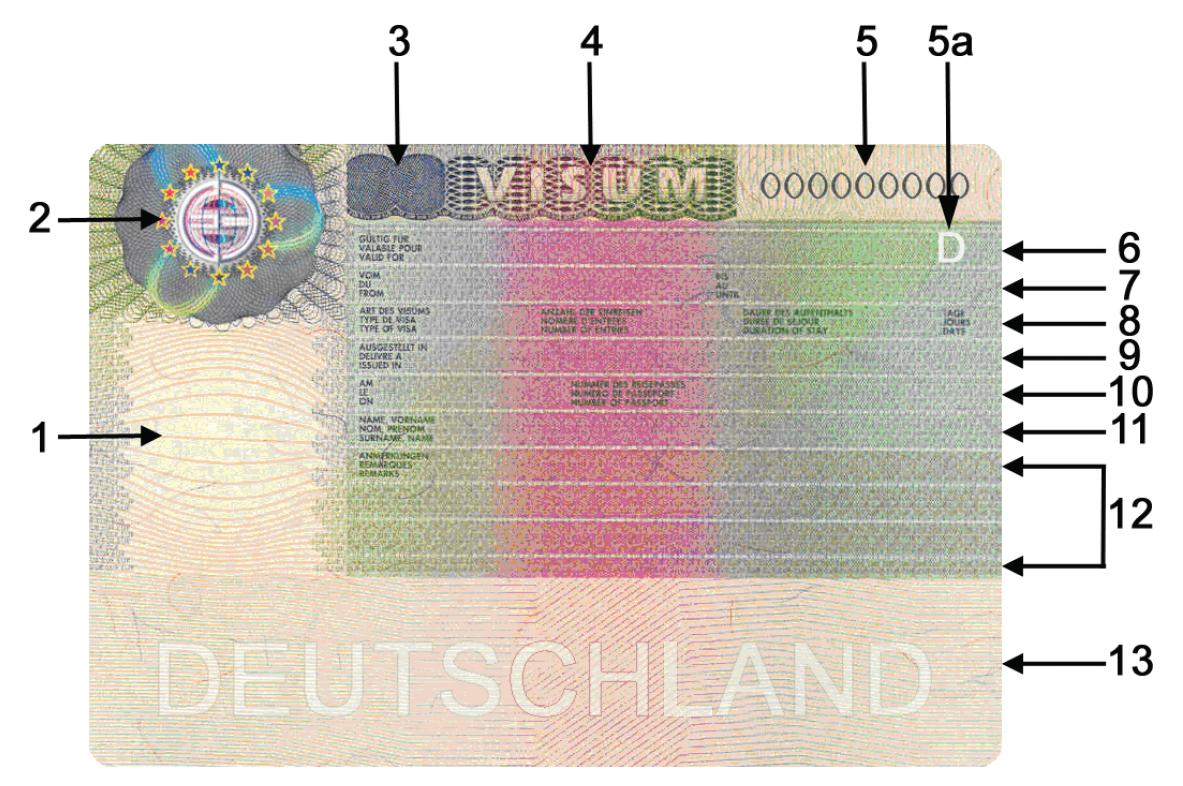
Deutsches Schengenvisum mit Kinegramm oben links (Nr.: 2)
(Version 2008)

Ein Kinegramm (griechisch κίνησις kínesis, deutsch ‚Bewegung‘ und γράμμα grámma, deutsch ‚Geschriebenes‘) oder Kinegram (eingetragenes Warenzeichen der OVD Kinegram AG) ist eine proprietäre Technik zum Schutz gegen Fälschungen von Banknoten, Metallbarren, Reisepässen, Visa und Identitätskarten mittels Kippeffekt. Es wird sicherheitstechnisch als „OVD“ (Optically Variable Device = optisch variables Merkmal) bezeichnet. Die patentierte Technik des Kinegramms wurde in den 1980er Jahren von der Schweizer Firma Landis & Gyr Communication entwickelt. Als Erfinder wird Gregor Antes genannt. Das Unternehmen firmiert heute als OVD Kinegram AG, ein Tochterunternehmen der Leonhard Kurz Stiftung & Co. KG.
Anders als beim Hologramm, das dreidimensionale Elemente besitzt, stellen die meist silbrig glänzenden Kinegramme einen zweidimensionalen Bewegungsablauf dar. Der Name ist vom Begriff Kinematik abgeleitet, weil je nach Winkel der Betrachtung des Kinegramms ein fest definierter filmähnlicher Ablauf stattfindet.
Die erste Anwendung erfolgte in Pässen Saudi-Arabiens. Im Jahr 1988 wurde auf der österreichischen 5000-Schilling-Banknote ein Kinegramm appliziert und sie war damit der erste Geldschein, der mit einer Folienapplikation versehen wurde. In Deutschland wurden mit der vierten und letzten Serie der DM-Banknoten ab Ende 1997 erstmals Kinegramme auf Scheinen mit den Nennwerten 50, 100 und 200 DM eingeführt. Auch auf den Eurobanknoten sind auf der Vorderseite Kinegramm-Elemente, die beim Kippen zwischen dem Eurosymbol und dem jeweiligen Wert wechseln, aufgebracht. Die Kinegrammtechnik wird auch bei anderen Sicherheitsdokumenten, wie z. B. bei Visa und deutschen Fahrzeugscheinen, eingesetzt.

Kinegramm auf einer 50-DM-Banknote BBk-IIIa
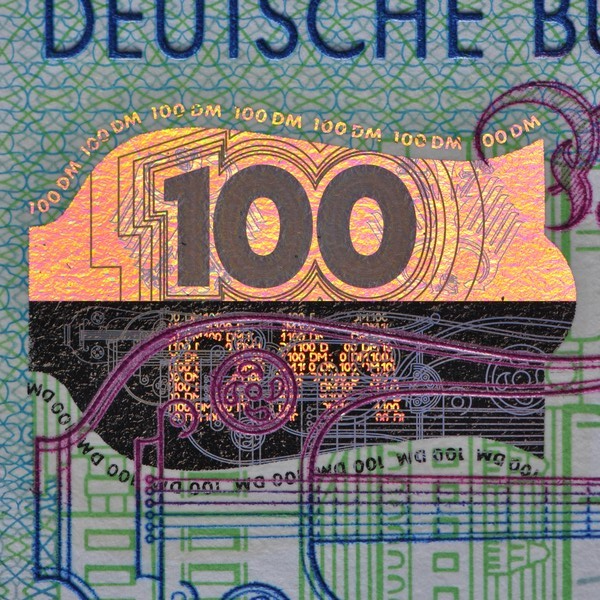
Kinegramm auf einer 100-DM-Banknote BBk-IIIa
Kinegramm auf einer 200-DM-Banknote BBk-IIIa
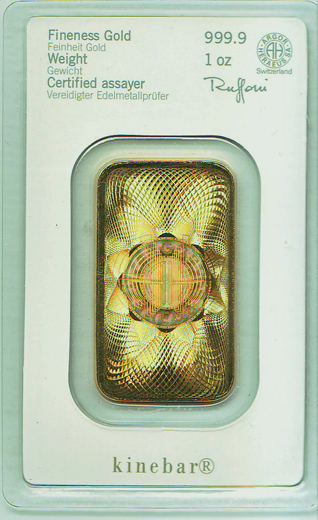
Kinegramm auf einem zertifizierten Goldbarren

Außerdem ist es möglich, auf der Unterseite eines geprägten Goldbarrens ein Sicherheitselement in Form von Mikrostrukturen direkt auf die Oberfläche zu prägen, wobei der hologrammähnliche optische Effekt durch die Folie erzeugt wird, in die der zertifizierte Barren eingeschweißt ist. Die Produktion der sogenannten Kinebars erfolgt ausschließlich durch den Hersteller Argor-Heraeus, der als Lizenznehmer der Kinegrammtechnik der OVD Kinegram AG fungiert. Kinebarren werden seit 1994 von Argor-Heraeus sowohl unter eigenen Namen als auch für wenige ausgewählte Dritte geprägt.
Auch die englischen Britannia-Gold- und -Silbermünzen haben in ihrer aktuellen Ausgabe auf einer Seite einen solchen optischen Effekt. Hierbei wird je nach Betrachtungswinkel entweder ein Schloss oder das Ende des Dreizackes der Britannia dargestellt.